# فهد المصیبیح
فهد المصیبیح (انگلیسی: Fahad Al-Musaibeah؛ زادهٔ ۴ آوریل ۱۹۶۱) یک بازیکن فوتبال اهل عربستان سعودی است.
از باشگاه‌هایی که در آن بازی کرده‌است می‌توان به الهلال عربستان و عربستان سعودی اشاره کرد.

## تیم ملی
وی همچنین در تیم ملی فوتبال عربستان سعودی بازی کرده است.